# 紹雄
紹雄是非洲南部國家博茨瓦納的城鎮，由中部區負責管轄，距離梅富根約320公里，海拔高度910米，該鎮天氣炎熱，在夏季期間有時下大雨，2008年人口估計約8,859。

## 外部連結
- The Abandonment of Phalatswe（页面存档备份，存于） 1998 Paper by Neil Parsons, University of Botswana History Department
- Botswana Central Statistics Office 2001 Population and housing census

23°02′S 26°31′E / 23.033°S 26.517°E